# ポール・ドミニク・フィリッポトー
ポール・ドミニク・フィリッポトー (仏：Paul Dominique Philippoteaux、1846年1月27日 - 1923年6月28日) はフランスの画家、イラストレーター。
父親のアンリ・フェリックス・エマニュエル・フィリッポトーも画家であり、ポールも壮大なシクロラマ画で知られている。

## 経歴

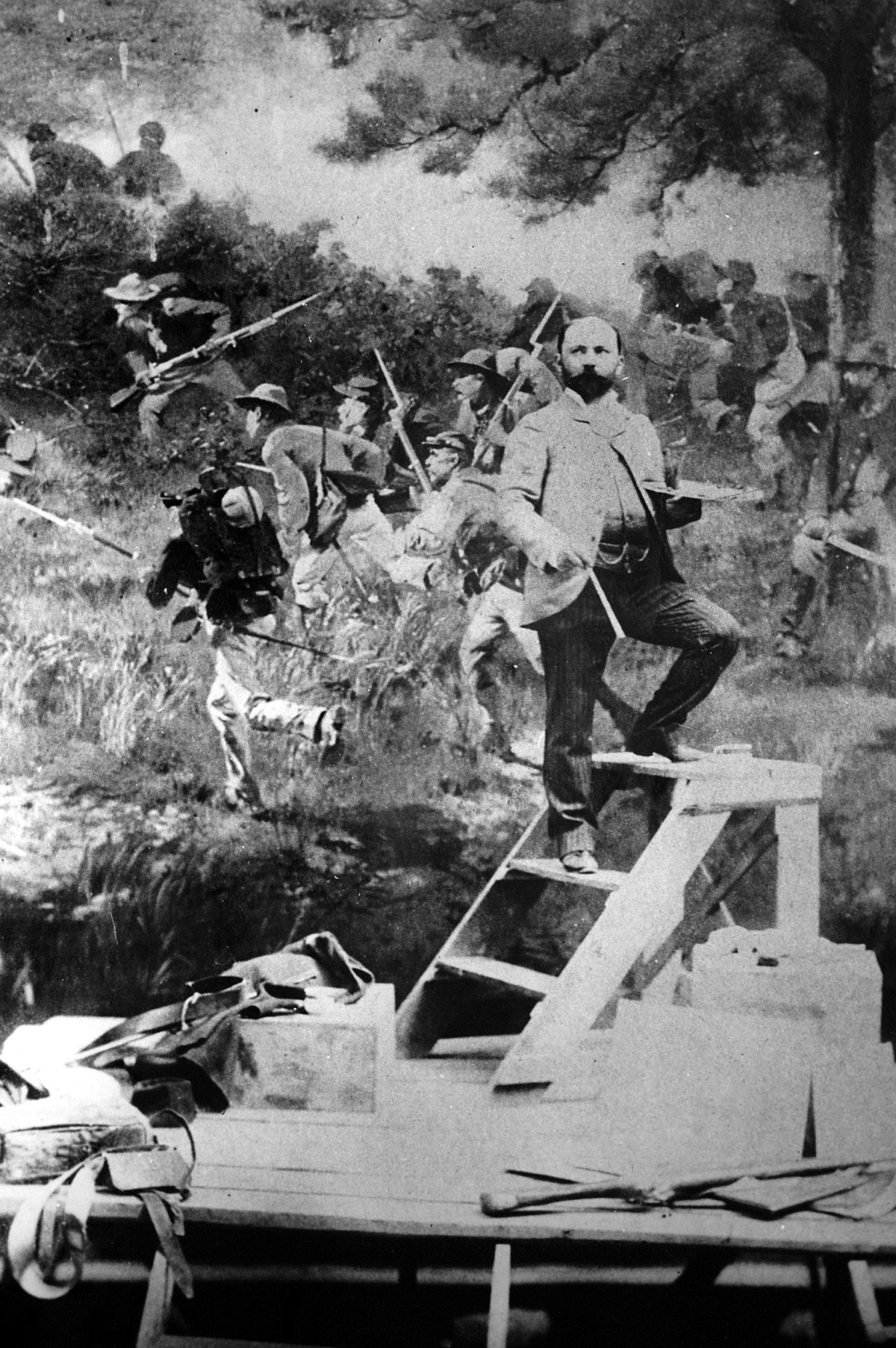
ゲティスバーグのシクロラマ制作

ポール・ドミニク・フィリッポトーは1846年1月27日にパリで生まれた。彼はアンリ4世校で学んだあと、父親のスタジオで絵画を習い、パリ国立高等美術学校でレオン・コニエとアレクサンドル・カバネルに師事した。彼は父親と同じくシクロラマに興味を抱き、1871年にパリ攻囲戦やディシーの戦いの絵画を共同制作した。

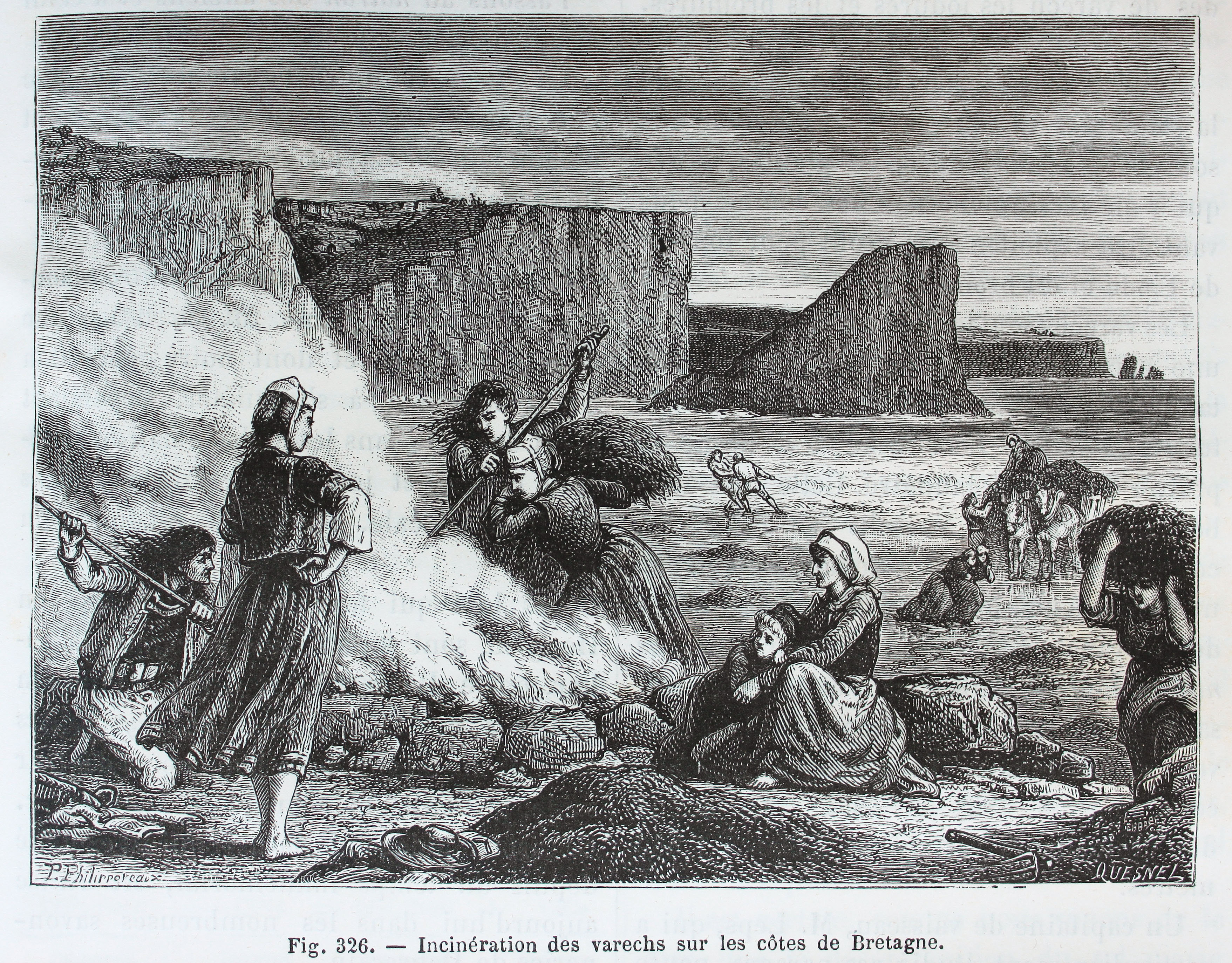
ブルターニュの海岸で海藻を焼く
ルイ・フィギエ「産業の驚異」より

1870年代にはイラストレーターとしてミシェル・マッソン、フランソワ・ピエール・ギヨーム・ギゾー、アルフォンス・ドーデ、ジュール・ヴェルヌの小説や、ルイ・フィギエの通俗科学書などにイラストを提供した。
彼の傑作は疑いもなく「エルサレムのシクロラマ」である。これは世界最大のパノラマ画（14m×100m）で、ブルーノ・ピグリンのデッサンをもととして1880年代後半から1895年にかけてシカゴで制作された。完成後はモントリオールで展示され、現在はケベック州のサンタンヌ・ド・ボープレで展示されている。同地の作品の著作権に関してはケベック州文化通信省が指摘しているように議論の対象となっているが、この作品はルイ・ジャック・マンデ・ダゲールが構想したジオラマと競合してなお成功を収めた。
それに先立つ1879年、シカゴの投資家がゲティスバーグの戦いを題材としたパノラマ画の制作を彼に依頼した。1882年4月、彼は戦闘が行われた現場で数週間を過ごし、絵を描き、写真を撮影した。 彼はこの戦闘について研究し、連合軍のウィンフィールド・スコット・ハンコック将軍や、オリバー・O・ハワード、北軍のアブナー・ダブルデイ将軍を含む生存者にインタビューした。 地元の写真家、ウィリアム・H・ティプトン（William H. Tipton）は、現在のハンコック・アヴェニュー（Hancock Avenue）に沿って建てられた木造の塔から一連のパノラマ写真を撮影した。これらの写真はつなぎ合わされ、構図の基礎を形作った。
その後、ポール・フィリッポトーは、彼の父親を含む5人のチームで、以後父親の死まで制作を継続した。この作品の完成には1年半以上を要し、大きさは100メートルを超え、重さは約6トンに達した。
この「ゲティスバーグのシクロラマ」がもたらした効果は19世紀のIMAXシアターに相当するものとされている。これは、少なくとも1964年まで、キャンバスに描かれた絵画としては最大のものだった。
彼はまた、ヨーロッパを題材とした作品も描いた。彼はエジプトにしばらく住んだ経験から、オリエンタリズムを絵の題材に採り上げていたことも知られている。1923年6月28日に彼が死去すると、当時パリで最も有名な日刊紙のひとつであるジュルナル・デ・デバは、報道記事の中で1871年のパリ攻囲戦や一連のシクロラマ作品を忘れて、オリエンタリズムの作品のみを紹介した。彼はモンパルナス墓地に埋葬されている。

## シクロラマ作品

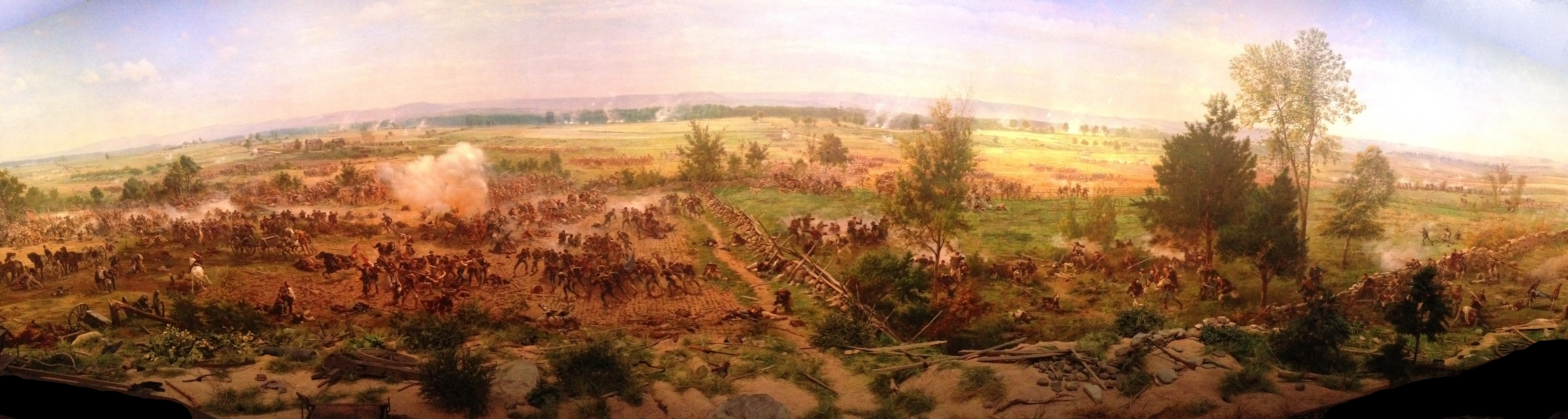
ゲティスバーグのシクロラマ (1883年)